# Węgielnica (Dęba)
Węgielnica – część wsi Dęba, w gminie Kurów, powiecie puławskim, województwie lubelskim.
W latach 1975–1998 miejscowość administracyjnie należała do ówczesnego województwa lubelskiego.
Wierni Kościoła rzymskokatolickiego należą do parafii Najświętszej Maryi Panny Matki Kościoła w Dębie.